# Abu Musa
Abu Musa (persiska: ابوموسی) är en ö i södra Iran, i Persiska viken på gränsen till Förenade arabemiraten. Den ligger i provinsen Hormozgan och delprovinsen (shahrestan) Abu Musa. Omkring 2 000 människor bor på ön, som har en yta på 12 kvadratkilometer. På ön ligger Abu Musas flygplats och delprovinsens huvudort med samma namn, Abu Musa.
Just norr om Abu Musa går Persiska vikens farleder mot Hormuzsundet. Ön administreras av Iran, men även Förenade arabemiraten gör sedan 1971 anspråk på den.